# Frank Visser
Frank Ludovicus Visser (Gand, 27 giugno 1907 – Gand, 7 aprile 1975) è stato un pallanuotista belga.
Ha partecipato alle Olimpiadi del 1928.